# Покушение срещу хаджи Ставри Примо
Покушението срещу хаджи Ставри Примо е нападение с опит за убийство срещу хасковския чорбаджия хаджи Ставри Примо.
Организирано е от Хасковския частен революционен комитет на Вътрешна революционна организация начело с Атанас Узунов, определен след обесването на Васил Левски за негов приемник като ръководител на ВРО.
В началото на 1873 г. Хасковският частен революционен комитет подозира чорбаджията хаджи Ставри Примо в намерение да предаде на османските власти съзаклятническата организация. Взето е решение да бъде убит. Изпълнението е възложено по жребий на Атанас Узунов.
Вечерта на 4 май 1873 г. Атанас Узунов посещава чорбаджи Ставри Примо в дома му. Ранява го с 3 изстрела, но е заловен от домашните слуги и е предаден на полицията. Арестувани и после са осъдени са дейци на ВРО:
Хасково
- Атанас Узунов
- Георги Хаджииванов
- Михо Хаджииванов
- Петър Берковски
- Костадин Тодоров
- Янко Тонев
- Димитър Поптефанов
- Мирчо Петков
- Кирияк Сербезов
- Стоян Заимов

Стара Загора
- Стефан Сливков
- Георги Хаджиечов
- Поп Минчо Кънчев, с. Арабаджиево
- Еню Попдимитров, Гюнелийска махала
- Станчо Петров, с. Джамбазите
- Бойчо Русев, с. Гюрюджии
- Дойчо Димов, Търново Сеймен

Чирпан
- Димитър Иванов
- Янко Кочов
- Георги Данчов (Зографина)

Пловдив
- Христо Илич
- Константин Доганов

Проведено е следствие от хасковската османска полиция. В началото на юни 1873 г. е поето от специална тричленна следствена комисия в състав: Ибрахим Вефи ефенди (главен писар на Одринския вилает), Ибрахим бей (секретар на Одринския вилает) и Сади бей (серетар на Одринския административен съвет). Комисията работи последователно в Хасково и Пловдив. Проведени са разпити и очни ставки.
Следствието води до разкрития на комитетската мрежа в района Хасково – Чирпан – Стара Загора – Пловдив. Разкритията при проведеното следствие по това покушение са вторият сериозен удар на османските власти срещу ВРО след провала в организацията от Арабаконашкия обир.
Извършителят на покушението Атанас Узунов е осъден на 15 години каторга в рудниците Аргана Мадени в Диарбекир, където става учител в гръцко училище (1873). Оттам бяга в Русия и учителства (1876). Участва в Руско-турската война (1877 – 1878). След освобождението учителства в България. Избиран е за народен представител.